# Takahisa Kitahara
Takahisa Kitahara (japanisch 北原 毅之 Kitahara Takahisa; * 18. Oktober 1990 in Kawagoe) ist ein japanischer Fußballspieler.

## Karriere
Kitahara erlernte das Fußballspielen in der Schulmannschaft der Maebashi Ikuei High School und der Universitätsmannschaft der Takushoku-Universität. Seinen ersten Vertrag unterschrieb er 2012 beim SC Sagamihara. Am Ende der Saison 2012 stieg der Verein in die Japan Football League auf. Am Ende der Saison 2013 stieg der Verein in die J3 League auf. Für den Verein absolvierte er 46 Ligaspiele. 2017 wechselte er zu Vonds Ichihara. 2018 wechselte er zum Suzuka Unlimited FC. 2019 kehrte er zu Vonds Ichihara zurück.